# (8370) Vanlindt
(8370) Vanlindt est un astéroïde de la ceinture principale.

## Description
(8370) Vanlindt est un astéroïde de la ceinture principale. Il fut découvert le 4 septembre 1991 à La Silla par Eric Walter Elst. Il présente une orbite caractérisée par un demi-grand axe de 2,57 UA, une excentricité de 0,12 et une inclinaison de 11,3° par rapport à l'écliptique.

## Compléments